# Alternativa3D
Alternativa3D — свободно распространяемая графическая библиотека 3D-графики для платформы Flash разработанная компанией AlternativaGames.

## Особенности библиотеки
Восьмая версия данной библиотеки по функциональным возможностям приближается к библиотекам 3D-графики игровых платформ, как Unreal Engine и др. В библиотеке реализовано:
- Поддержка низкоуровневых API (графических ускорителей DirectX, OpenGL и др.)
- Поддержка Adobe Texture Format.
- Поддержка экспорта из Autodesk 3ds Max.
- Отрисовка частей объекта, попадающих в камеру.
- Рендеринг с использованием процессора видеокарты.

## Версии
На настоящий момент рабочими считаются 7 и 8 версия библиотеки.

## Проекты
С помощью этой библиотеки разрабатываются и были разработаны такие проекты, как:
- Танки Онлайн
- Combat Sector

С помощью Alternativa3D была сделана официальная презентация на Adobe MAX 2010 демонстрирующая возможности Flash Player 11.